# Weng (Isar)
Weng település Németországban, azon belül Bajorországban. Lakosainak száma 1492 fő (2023. december 31.). Weng Niederviehbach, Moosthenning, Mengkofen, Bayerbach bei Ergoldsbach és Postau községekkel határos.

## Népesség
A település népessége az elmúlt években az alábbi módon változott:
| Lakosok száma | 935  | 944  | 1385 | 1388 | 1410 | 1434 | 1460 | 1445 | 1525 | 1492 |
|               | 1970 | 1975 | 2011 | 2012 | 2014 | 2015 | 2017 | 2019 | 2022 | 2023 |